# Atari Flashback 2
Atari Flashback 2 ― игровая приставка, выпущенная компанией Atari в августе 2005 года и призванная заменить свою предшественницу ― Atari Flashback. Консоль представляет собой уменьшенную версию Atari 2600 с 40 встроенными играми (включая 2 секретные видеоигры, а также проекты компании Activision). Была хорошо встречена критиками, некоторые из которых обратили внимание на контроллеры и назвали их лучшей частью Atari Flashback 2. Система была снята с производства в 2006 году; в 2011 году Atari подала в суд на издателя видеоигр Tommo за продажу нелицензионных копий игровой приставки.

## Описание

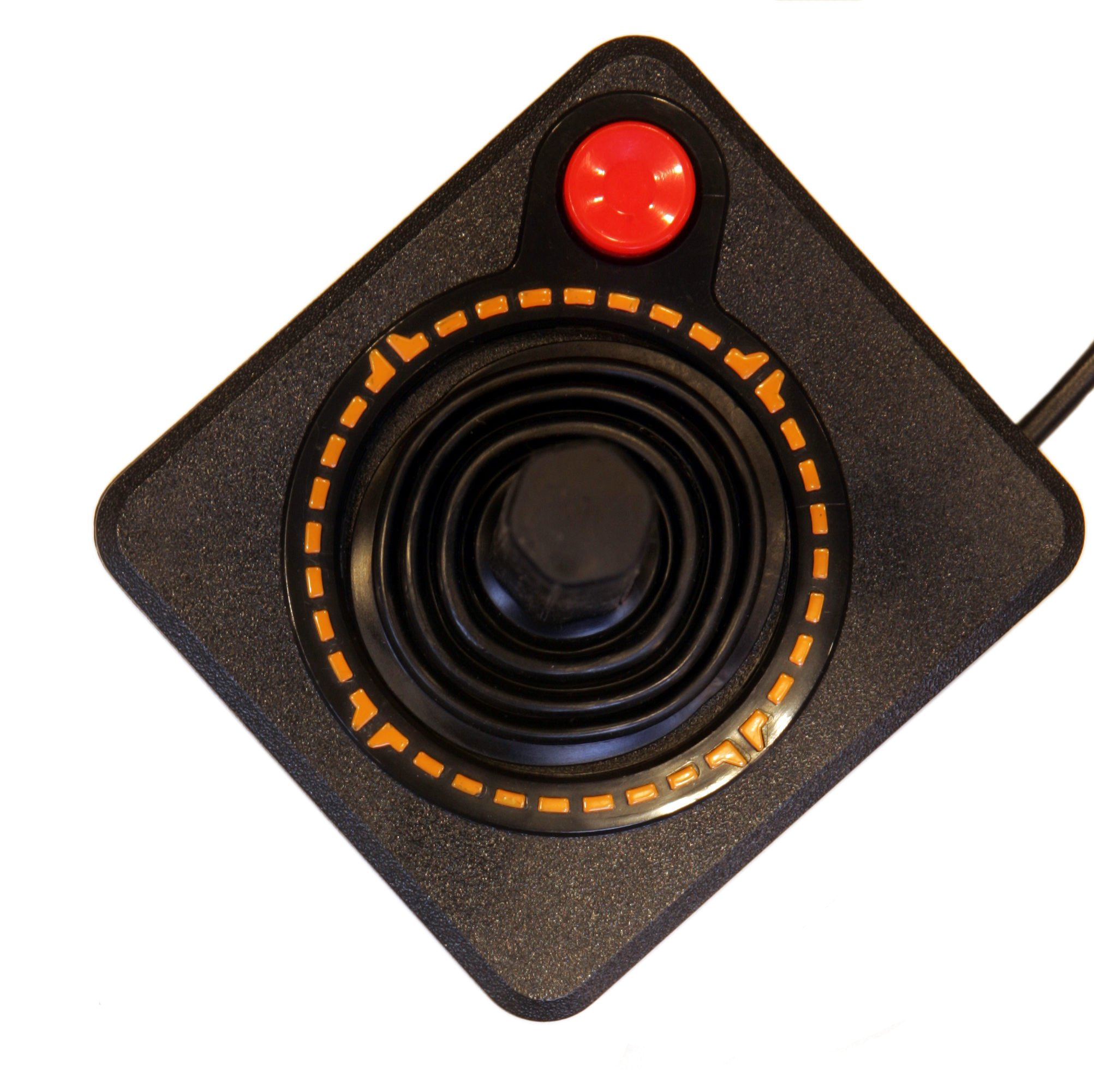
Джойстик, идентичный тому, что использовался на Atari Flashback 2

Игровая приставка Atari Flashback 2 была запущена в продажу в августе 2005 года в качестве улучшенной версии своего предшественника, её цена составляла $30; приставка включается в себя 40 встроенных игр с консоли Atari 2600. Atari Flashback 2 представляет собой уменьшенную практически полную копию Atari 2600 (примерно на одну треть меньше оригинала). Контроллеры также представляют собой копии джойстиков Atari 2600, причём обе версии контроллеров совместимы как с Flashback 2, так и с 2600.
В отличие от оригинала, на Flashback 2 установлены кнопки вместо переключателей; они используются для включения/выключения консоли, её перезапуска, выбора между однопользовательским и многопользовательским режимами игры (при этом только для видеоигр, в которые может играть несколько человек), а также для выбора сложности управления джойстиком, как для левого, так и для правого контроллера соответственно. Аудио-видео кабель встроен в заднюю часть приставки. На задней части также находится переключатель между цветным и чёрно-белым режимами.
Курт Вендель и Legacy Engineering вернулись к разработке Flashback 2. Разрабатывая консоль, Вендель использовал материалы из принадлежащего ему Музею истории Atari (англ. Atari History Museum). Он воссоздал оригинальное аппаратное обеспечение Atari на чипе, позволив тем самым видеоиграм запускаться так же, как они запускались на Atari 2600; аппаратное обеспечение приставки позволяет легко модифицировать игры. Материнская плата Flashback 2 может быть изменена, чтобы принимать картриджи консоли Atari 2600. Вокруг этой идеи и велась разработка консоли.
В противовес своему предшественнику, Flashback 2 была хорошо встречена публикой. Исполнительный редактор CNET, Джон Фэлкоун (англ. John Falcone), похвалил контроллеры и назвал их лучшей частью консоли. В США Atari Flashback 2 была продана тиражом в 860 тысяч экземпляров. Версия, использующая систему PAL, не была выпущена. Игровая приставка была снята с производства в 2006 году.
В 2011 году компания Atari Interactive подала в суд против издателя видеоигр Tommo на $30 миллионов, обвинив последнего в сознательной продаже нелицензионных версий Atari Flashback 2.

## Игры
Помимо 40 встроенных игр, пользователь консоли может разблокировать ещё 2 секретные видеоигры (Breakout и Warlords) путём комбинации определённых движений джойстиком в главном меню приставки. Пять из 40 игр представляют собой ранее не выпускавшиеся прототипы. В отличие от оригинального Flashback, Flashback 2 помимо оригинальных игр Atari включает в себя проекты, разработанные Activision: Pitfall! и River Raid. Некоторые из доступных на консоли игр являются homebrew-играми.